# Kafr Kannā
Kafr Kannā (hebreiska: כפר כנא) är en ort i Israel.   Den ligger i distriktet Norra distriktet, i den norra delen av landet. Kafr Kannā ligger 278 meter över havet och antalet invånare är 17 606. Enligt kristen tradition är det platsen för bröllopet i Kana, där Jesus utförde sitt första mirakel, och staden omnämns i Amarnabrevens lertavlor skrivna med kilskrift på i huvudsak akkadiska. 

## Geografi
Terrängen runt Kafr Kannā är kuperad söderut, men norrut är den platt.Runt Kafr Kannā är det ganska tätbefolkat, med 80 invånare per kvadratkilometer. Närmaste större samhälle är Nasaret, 6,3 km sydväst om Kafr Kannā. Trakten runt Kafr Kannā består till största delen av jordbruksmark.

## Historia
Staden har varit känd sedan antiken. Simeon den 2:e (Simon ben Gamliel den äldre, född 10 f.kr. död 70 e.kr.) är begravd i utkanten av staden. Staden intogs av korsfararna 1099. Ali ibn abi bakr al-Harawi skrev att Jona hade ett tempel i staden och att hans son var begravd i staden. Under 1948 års arabisk-israeliska krig intogs staden av Israel. Bartolomaios kom från Kafr Kannā.

## Konst
Bröllopet i Kana är ett vanligt motiv i den kristna konsten. Mest kända är framställningarna av Tintoretto (1561) i Santa Maria della Salute i Venedig och av Veronese (1563), ursprungligen i San Giorgio Maggiore i Venedig, nu i Louvren. I allmänhet speglas väldigt lite av stadens verkliga förhållande i konsten.

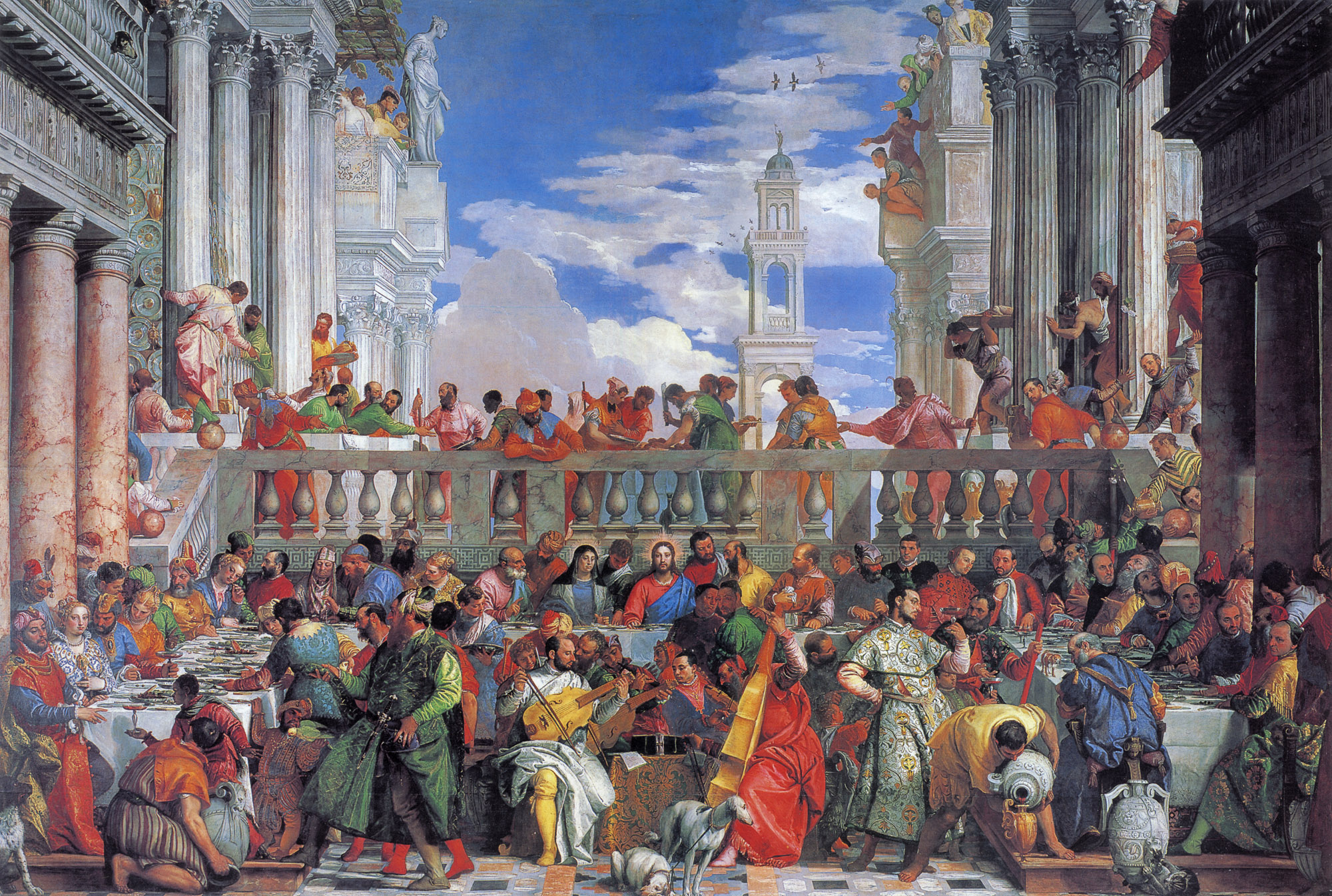
Bröllopet i Kana av Veronese.
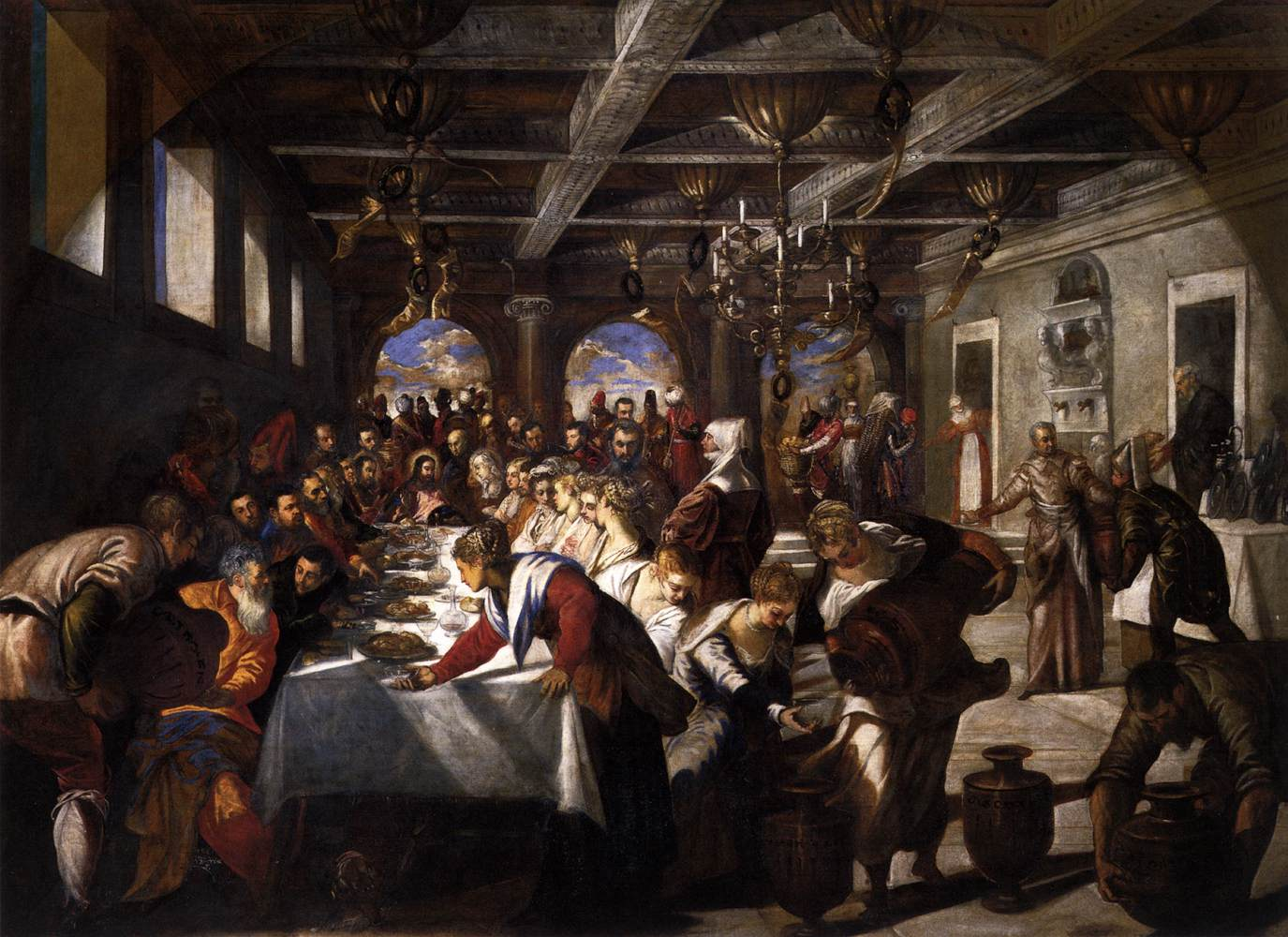
Bröllopet i Kana av Tintoretto.